# Branchinecta mexicana
Branchinecta mexicana är en kräftdjursart som beskrevs av Maeda-Martínez, Obregón-Barboza och Dumont 1992. Branchinecta mexicana ingår i släktet Branchinecta och familjen Branchinectidae. IUCN kategoriserar arten globalt som akut hotad. Inga underarter finns listade.